# Paul Geddes
Paul Geddes (* 25. August 1964 in Prince George, British Columbia) ist ein kanadischer Eishockeyspieler, der während seiner aktiven Karriere unter anderem von 1994 bis 1998 für den EHC 80 Nürnberg bzw. die Nürnberg Ice Tigers, den EV Landshut und die Kassel Huskies in der Deutschen Eishockey Liga aktiv war.

## Karriere
Geddes begann seine Karriere 1983 an der University of Calgary, wo er für das dortige Eishockeyteam spielte. Nachdem er sein Studium im Sommer 1987 beendet hatte, wechselte Geddes aus Kanada in die Schweiz, wo er bis 1989 beim SC Langnau unter Vertrag stand. In nur zwei Saisons (mit einem Abstieg) zeigte er trotz seiner eher untypischen körperlichen Voraussetzungen (1,76 m, 75 kg) großes Durchsetzungsvermögen als Centerspieler. In 74 Spielen erzielte Geddes 76 Tore und gab 52 Vorlagen. Auf Grund von Umstrukturierungen des Vereins wurde sein Vertrag nicht mehr verlängert.
Somit wechselte er 1989 nach Deutschland, wo er bis 1991 beim ESV Kaufbeuren in der 2. Eishockey-Bundesliga spielte. Nach dem Aufstieg mit dem ESV Kaufbeuren in die Eishockey-Bundesliga wurde ihm kein Vertragsangebot vorgelegt und er ging für die nächste Saison innerhalb der Liga zum TSV Peißenberg. Von 1992 bis 1997 war er Spieler der Nürnberg Ice Tigers (263 Spiele/352 Scorerpunkte für 187 Tore/165 Vorlagen), für die er bis 1994 in der 2. Eishockey-Bundesliga und anschließend in der Deutschen Eishockey Liga spielte. 1997 wechselte er zum EV Landshut, schließlich zu den Kassel Huskies, wo er seine Karriere zum Ende der Saison 1997/98 beendete.
In der DEL absolvierte er insgesamt 203 Spiele, in denen er 170 Scorerpunkte erzielte (78 Tore/92 Vorlagen). Geddes spielte international einige Male für die kanadische Eishockeynationalmannschaft. Nach seinem Weggang aus Nürnberg wurde seine Rückennummer 7 nicht mehr vergeben. Paul Geddes lebt heute wieder in seiner Heimat Kanada.
In der Saison 2011/12 spielte er noch einmal für die Amateurmannschaft der Kassel Huskies in der Hessenliga.

## Erfolge und Auszeichnungen
- 1986 Spengler-Cup-Gewinn mit dem Team Canada